# Marquesado de Fontellas
El marquesado de Fontellas es un título nobiliario español de carácter hereditario que fue concedido por el rey Carlos IV en favor de José Joaquín Vélaz de Medrano y Gante por Real Despacho del 19 de abril de 1793.
Su denominación hace referencia al municipio de Fontellas en la provincia de Navarra que había sido señorío de la familia Peralta desde 1438 hasta comienzos del siglo XVI cuando pasó al linaje de los Gante.

## Historia de los marqueses de Fontellas
- José Joaquín Vélaz de Medrano y Gante (m. 1826), I marqués de Fontellas,[2] vizconde de Amalin  y caballero de la Orden de Malta.[3] Era hijo de Joaquín Antonio Vélaz de Medrano y Álava, vizconde de Azpa y señor de varias villas, entre ellas, Autol y Yerga, y de su esposa, Antonia Francisca de Gante Gutiérrez de la Barreda, señora de Fontellas y Quel.  Falleció soltero y le sucedió su sobrino, hijo de su hermano Pedro Vélaz de Medrano y Gante.[1]

Le sucedió en 1827 su sobrino:
- Fernando Vélaz de Medrano y Álava (m. 28 de mayo de 1858), II marqués de Fontellas.[2] Fue diputado foral de Navarra en 1850, 1852, 1854 y 1856, y representante del distrito de Tudela en 1851, 1853 y 1857.[3] Falleció sin dejar sucesión legítima.[1]

El 21 de mayo de 1859 le sucedió su hermano:
- Ramón Vélaz de Medrano y Álava (m. 1875), III marqués de Fontellas.[2] También falleció soltero sin descendencia.  Repartió su fortuna entre varios hospitales y casas de misericordia en Tudela, Pamplona, Vitoria, Bilbao y San Sebastión y en Madrid, así como entre varios conventos.[1]

Le sucedió:
- Fausto León de Elío y Mencos, IV marqués de Fontellas[2] y VII marqués de Vesolla, casado con María Josefa de Magallón y Campuzano.[4]

En 1900 le sucedió:
- María del Pilar Élio y Mencos, V marquesa de Fontellas.[2]

En 19 de julio de 1956 le sucedió:
- José de Mendizábal y Gortázar (m. San Sebastián, 11 de junio de 1958),[5] VI marqués de Fontellas.[2] Era hijo de Francisco Javier de Mendizábal y Argaiz, XIV conde de Peñaflorida, y de su esposa María del Carmen Gortázar y Arriola, (m. San Sebastián, 9 de marzo de 1939)[6]

En 14 de julio de 1959 le sucedió su hermano:
- Javier de Mendizabal y Gortázar (m. 2 de diciembre de 1970),[7] VII marqués de Fontellas[2][8] y XVI conde de Peñaflorida,[9] Contrajo matrimonio con Sofía de Arana Churruca.[7]

En 3 de febrero de 1972 le sucedió su hijo.
- Íñigo de Mendizabal y Arana (m. Madrid, 29 de abril de 2018),[10] VIII marqués e Fontellas.[2]

En 20 de septiembre de 2019 le sucedió su sobrino.
- Álvaro de Mendizábal y Carredano, IX marqués de Fontellas[2][11] y XVIII conde de Peñaflorida,[12] hijo de Álvaro de Mendizábaly Arana, XVII conde de Peñaflorida, y de Rosa María Carredano García.